# Sture Fornwall
Gustav Sture Fornwall, född den 24 april 1919 i Gävle Staffans församling i Gävleborgs län, död den 9 augusti 2009 i Saltsjöbadens församling i Stockholms län, var en svensk militär.
Fornwall tog studentexamen i Uppsala 1938, blev officer 1942 och kapten vid Livgrenadjärregementet 1953. År 1961 befordrades han till major och var stabschef i III. militärområdet 1961–1965, befordrad till överstelöjtnant 1964. År 1965 tjänstgjorde han i United Nations Emergency Force i Gazaremsan. Han befordrades 1968 till överste och var chef för Jämtlands fältjägarregemente 1968–1979. År 1974 befordrades han till överste av första graden och var utöver regementschef också befälhavare för Jämtlands försvarsområde 1974–1979. År 1978 var han chef för den svenska delegationen vid Neutrala nationernas övervakningskommission i Korea. Fornwall är begravd på Bosjöklosters kyrkogård.

## Utmärkelser
- Kommendör av första klass av Svärdsorden, 3 december 1974.[4]